# 엘리자베스 로렌스
엘리자베스 로렌스(Elizabeth Lawrence, 1922년 9월 6일 ~ 2000년 6월 11일)는 미국의 배우, 연극 배우, 영화배우이다.
웨스트버지니아주에서 태어났다.

## 영화
- 그녀가 위대하지 않나요 (2000년)
- 언브레이커블 (2000년)
- 크루서블 (1996년)
- 사랑의 기쁨 (1991년)
- 적과의 동침 (1991년) - 크로 윌리엄스 역
- 천사탈주 (1989년)
- 매혹의 소나타 (1981년)
- 애즈 더 월드 턴즈 (1956년)